# Cryptoblepharus fuhni
Cryptoblepharus fuhni är en ödleart som beskrevs av  Jeanette Adelaide Covacevich och INGRAM 1978. Cryptoblepharus fuhni ingår i släktet Cryptoblepharus och familjen skinkar. Inga underarter finns listade i Catalogue of Life.